# North Druid Hills
North Druid Hills és una concentració de població designada pel cens dels Estats Units a l'estat de Geòrgia. Segons el cens del 2000 tenia 18.852 habitants.

## Demografia
Segons el cens del 2000, North Druid Hills tenia 18.852 habitants, 9.760 habitatges, i 3.074 famílies. La densitat de població era de 1.464,5 habitants/km².
Dels 9.760 habitatges en un 10% hi vivien nens de menys de 18 anys, en un 24,9% hi vivien parelles casades, en un 4,4% dones solteres, i en un 68,5% no eren unitats familiars. En el 45,5% dels habitatges hi vivien persones soles el 10,6% de les quals corresponia a persones de 65 anys o més que vivien soles. El nombre mitjà de persones vivint en cada habitatge era d'1,84 i el nombre mitjà de persones que vivien en cada família era de 2,67.
Per edats la població es repartia de la següent manera: un 9,9% tenia menys de 18 anys, un 16,6% entre 18 i 24, un 40,8% entre 25 i 44, un 16,1% de 45 a 60 i un 16,7% 65 anys o més.
L'edat mediana era de 33 anys. Per cada 100 dones de 18 o més anys hi havia 92,3 homes.
La renda mediana per habitatge era de 48.530 $ i la renda mediana per família de 67.956 $. Els homes tenien una renda mediana de 45.313 $ mentre que les dones 37.327 $. La renda per capita de la població era de 33.288 $. Entorn del 4,9% de les famílies i el 13,7% de la població estaven per davall del llindar de pobresa.

## Poblacions més properes
El següent diagrama mostra les poblacions més properes.